# Wake Me Up When September Ends
Wake Me Up When September Ends (с англ. — «Разбуди меня когда закончится сентябрь») — песня американской рок-группы Green Day, а также их четвёртый сингл из седьмого студийного альбома American Idiot. Рок-баллада была написана Билли Джо Армстронгом в память об умершем отце, когда ему было 10 лет. Песня стала хитовым синглом, достигнув шестого места в американском Billboard Hot 100. Он также вошел в топ-10 синглов в Великобритании, Бельгии и Новой Зеландии, а в Канаде и в Чехии занял первую строку. Песня была сертифицирована Американской ассоциацией звукозаписывающих компаний как платиновая.
В США песня стала символом урагана «Катрина»: она была посвящена жертвам катастрофы.
Музыкальный видеоклип на песню изображает пару, разлученную войной в Ираке, что должно было передать центральную тему песни — потерю.

## Создание
Песня была написана фронтменом группы Билли Джо Армстронгом. Существует ошибочное мнение, что песня посвящена атакам 11 сентября; на самом деле он посвятил её своему отцу, который умер от рака в сентябре 1982 года, когда Билли было 10 лет. Позже Армстронг говорил, что эта песня является наиболее автобиографической песней, которую он сочинил, и она одновременно является и «лечебной», и трудноисполняемой.
Песня не имеет отношения к сюжетной линии альбома American Idiot.

## Коммерческий успех
Сингл достиг шестого места в Соединённых Штатах, став вторым синглом Green Day, вошедшим в топ-10. Он также достиг восьмого места в Канаде и Великобритании, достигнув 13-го места в Австралии. Песня получила золотой сертификат в Соединённом Королевстве с продажами в 400000 экземпляров. Песня хоть и завершила серию из трех последовательных хитов Green Day, занявших первое место в чарте Modern Rock Tracks («American Idiot», «Boulevard of Broken Dreams», и «Holiday»), смогла достичь своего пика на втором месте в чарте, уступив первое место песне Gorillaz «Feel Good Inc.». Песня также заняла второе место в чарте Adult Top 40 и Mainstream Top 40. Это была самая успешная песня группы на рынке Adult contemporary, занявшая третье место в чарте Hot Adult Contemporary Tracks и их единственная песня, появившаяся в этом конкретном чарте, кроме «Boulevard of Broken Dreams».
«Wake Me Up When September Ends» было продано 1652000 копий по состоянию на май 2010 года.

## Приём
Роб Шеффилд из Rolling Stone счел эту песню продолжением сингла группы 1997 года «Good Riddance (Time of Your Life)».

## Видеоклип
Клип на песню был снят Сэмюэлем Бейером, известным своей работой с Nirvana и Metallica, в Лос-Анджелесе, в конце марта 2004 года. Позже Бейер отметил, что это была его наилучшая работа на тот момент.
Главные герои видео — любовная пара (сыграна Джейми Беллом и Эван Рэйчел Вуд). Парень обещает никогда не бросать девушку, но позже его вербуют в Корпус морской пехоты США. Парень объясняет свои действия тем, что он готов жертвовать своей жизнью, лишь бы защитить свою возлюбленную, но девушка убита горем, говоря, что он может погибнуть в бою. Позже парень попадает в бой в Ираке, где его товарищи (и возможно, он) получают ранения. Периодически между сценами появляются сами музыканты, исполняющие песню.
Клип достиг первого места в Total Request Live и занял второе место среди лучших видео 2005 года по версии Rolling Stone.

## Список композиций
| №  | Название                         | Длительность |
| -- | -------------------------------- | ------------ |
| 1. | «Wake Me Up When September Ends» | 4:45         |
| 2. | «Give Me Novacaine» (live)       | 3:38         |

| №  | Название                         | Длительность |
| -- | -------------------------------- | ------------ |
| 1. | «Wake Me Up When September Ends» | 4:45         |
| 2. | «Homecoming» (live)              | 9:24         |
| 3. | «Hitchin' a Ride»                | 2:52         |

| №  | Название                         | Длительность |
| -- | -------------------------------- | ------------ |
| 1. | «Wake Me Up When September Ends» | 4:45         |
| 2. | «Give Me Novacaine» (live)       | 3:38         |
| 3. | «Homecoming» (live)              | 9:24         |

| №  | Название                                | Длительность |
| -- | --------------------------------------- | ------------ |
| 1. | «Wake Me Up When September Ends» (live) | 5:41         |

7" picture disc
| №  | Название                         | Длительность |
| -- | -------------------------------- | ------------ |
| 1. | «Wake Me Up When September Ends» | 4:45         |

| №  | Название                   | Длительность |
| -- | -------------------------- | ------------ |
| 1. | «Give Me Novacaine» (live) | 3:38         |

## Чарты и сертификации
| Чарт (2005—2006)                           | Лучшая позиция |
| ------------------------------------------ | -------------- |
| Австралия (ARIA)                           | 13             |
| Австрия (Ö3 Austria Top 40)                | 15             |
| Бельгия/Фландрия (Ultratip Bubbling Under) | 3              |
| Бельгия/Валлония (Ultratip Bubbling Under) | 2              |
| Brazil (ABPD)                              | 3              |
| Чехия (Rádio — Top 100)                    | 1              |
| Германия (GfK)                             | 22             |
| Ирландия (IRMA)                            | 13             |
| Италия (FIMI)                              | 33             |
| Нидерланды (Dutch Top 40)                  | 35             |
| Нидерланды (Single Top 100)                | 44             |
| Новая Зеландия (Recorded Music NZ)         | 10             |
| Poland (LP3)                               | 3              |
| Шотландия (OCC Scotland)                   | 51             |
| Швеция (Sverigetopplistan)                 | 21             |
| Швейцария (Schweizer Hitparade)            | 22             |
| Великобритания (OCC UK Singles)            | 8              |
| Великобритания (OCC UK Rock & Metal)       | 5              |
| США (Billboard Hot 100)                    | 6              |
| США (Billboard Adult Pop Airplay)          | 2              |
| США (Billboard Adult Contemporary)         | 3              |
| США (Billboard Alternative Airplay)        | 2              |
| США (Billboard Pop Airplay)                | 4              |
| США (Billboard Mainstream Rock)            | 12             |

| Чарт (2011)                                 | Лучшая позиция |
| ------------------------------------------- | -------------- |
| UK Rock and Metal (Official Charts Company) | 28             |

| Чарт (2005)                          | Позиция |
| ------------------------------------ | ------- |
| Australia (ARIA)                     | 87      |
| Austria (Ö3 Austria Top 40)          | 72      |
| UK Singles (Official Charts Company) | 53      |
| US Billboard Hot 100                 | 46      |

## Сертификации
| Регион | Сертификация  | Продажи    |
| --- | ------------- | ---------- |
| Канада (Music Canada) | 4× Платиновый | 320 000    |
| Дания (IFPI Danmark) | Золотой       | 4000^      |
| Италия (FIMI) | Платиновый    | 50 000     |
| Испания (PROMUSICAE) | Золотой       | 30 000     |
| Великобритания (BPI) | Платиновый    | 600 000    |
| США (RIAA) | Платиновый    | 1 000 000* |
| * Данные о продажах приведены только на основе сертификации. · ^ Данные о тиражах приведены только на основе сертификации. · Данные о продажах + прослушиваниях приведены только на основе сертификации. |               |            |